# Karl Mikhailovich Peterson
Karl Mikhailovich Peterson (Riga, Império Russo, atualmente Letônia, 1828 – Moscou, 1881) foi um matemático russo, conhecido por uma formulação inicial das equações de Gauss–Codazzi.

## Formação e trabalho
Peterson nasceu em uma família de camponeses. Frequentou o ginásio em Riga e estudou na Universidade de Tartu, onde obteve um doutorado em 1853, orientado por Ferdinand Minding, com a tese Ob izgibanii poverkhnosteii (sobre a flexão de superfícies).
Não existem notícias de sua vida nos 10 anos após su doutorado. Em data incerta foi para Moscou onde lecionou no Gymnasium Peter and Paul de língua alemã a partir de 1865. Peterson jamais obteve um cargo de professor universitário, sendo a despeito disso um dos fundadores da Sociedade Matemática de Moscou, com Nikolai Brashman e August Davidov. Peterson foi um notável colaborador do periódico científico da sociedade, sendo considerado o fundador da escola de geometria de Moscou.
Peterson apresentou em sua tese de 1853 (somente publicada mais tarde) uma formulação inicial das equações fundamentais da teoria de superfícies, atualmente conhecidas como equações de Gauss–Codazzi, algumas vezes citadas como equações de Peterson–Codazzi.
Durante sua época em Moscou Peterson publicou artigos fundamentais sobre geometria diferencial.